# Apsarasa figurata
Apsarasa figurata är en fjärilsart som beskrevs av Moore 1877. Apsarasa figurata ingår i släktet Apsarasa och familjen nattflyn. Inga underarter finns listade i Catalogue of Life.